# Dombeya macropoda
Dombeya macropoda är en malvaväxtart som beskrevs av Bénédict Pierre Georges Hochreutiner. Dombeya macropoda ingår i släktet Dombeya och familjen malvaväxter. Inga underarter finns listade i Catalogue of Life.